# شيخ محلة (عشر ستاق)
شیخ محلة (بالفارسية: شیخ‌محله) هي قرية تقع في إيران في قسم عشر ستاق الريفي. يقدر عدد سكانها بـ 107 نسمة .